# Vietopotamon aluoiense
Vietopotamon aluoiense is een krabbensoort uit de familie van de Potamidae. De wetenschappelijke naam van de soort is voor het eerst geldig gepubliceerd in 2002 door Dang & Hô.